# Resolución 1733 del Consejo de Seguridad de las Naciones Unidas
La resolución 1733 del Consejo de Seguridad de las Naciones Unidas, adoptada el 22 de diciembre de 2006 en una sesión privada, después de reconocer el papel del Secretario General de las Naciones Unidas, el Consejo rindió tributo a Kofi Annan, cuyo período como Secretario General terminaría el 31 de diciembre de 2006.
La resolución encomiaba las reformas que había iniciado y las numerosas propuestas que había presentado para reestructurar y fortalecer el papel y el funcionamiento del sistema de las Naciones Unidas, reconocía la contribución de Kofi Annan a la paz, la seguridad y el desarrollo internacionales, sus esfuerzos por resolver problemas internacionales y su empeño en atender las necesidades humanitarias y promover el respeto de los derechos humanos y las libertades. Concluía expresando a Kofi Annan su profundo agradecimiento por su dedicación a los propósitos y principios consagrados en la Carta de las Naciones Unidas y al desarrollo de relaciones de amistad entre las naciones. 
Ban Ki-moon sería el sucesor de Annan como Secretario General desde el 1 de enero de 2007.